# Габи
Га̀би (на италиански и на френски: Gaby, на местен диалект: Goaby, Гоаби) е село и община в Северна Италия, автономен регион Вале д'Аоста. Разположено е на 1047 m надморска височина. Населението на общината е 475 души (към 2010 г.).